# بوند ستريت (محطة مترو أنفاق لندن)
بوند ستريت (بالإنجليزية: Bond Street) هي إحدى محطات مترو أنفاق لندن. تقع على خط سينترال وجوبيلي افتتحت في المنطقة (Zone) رقم 1 افتتحت في 24 سبتمبر 1900.

## معرض صور

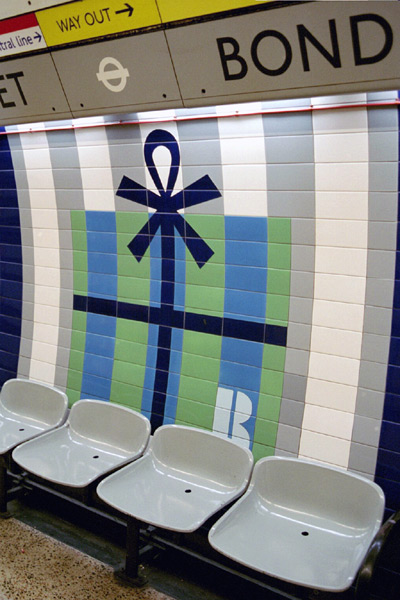
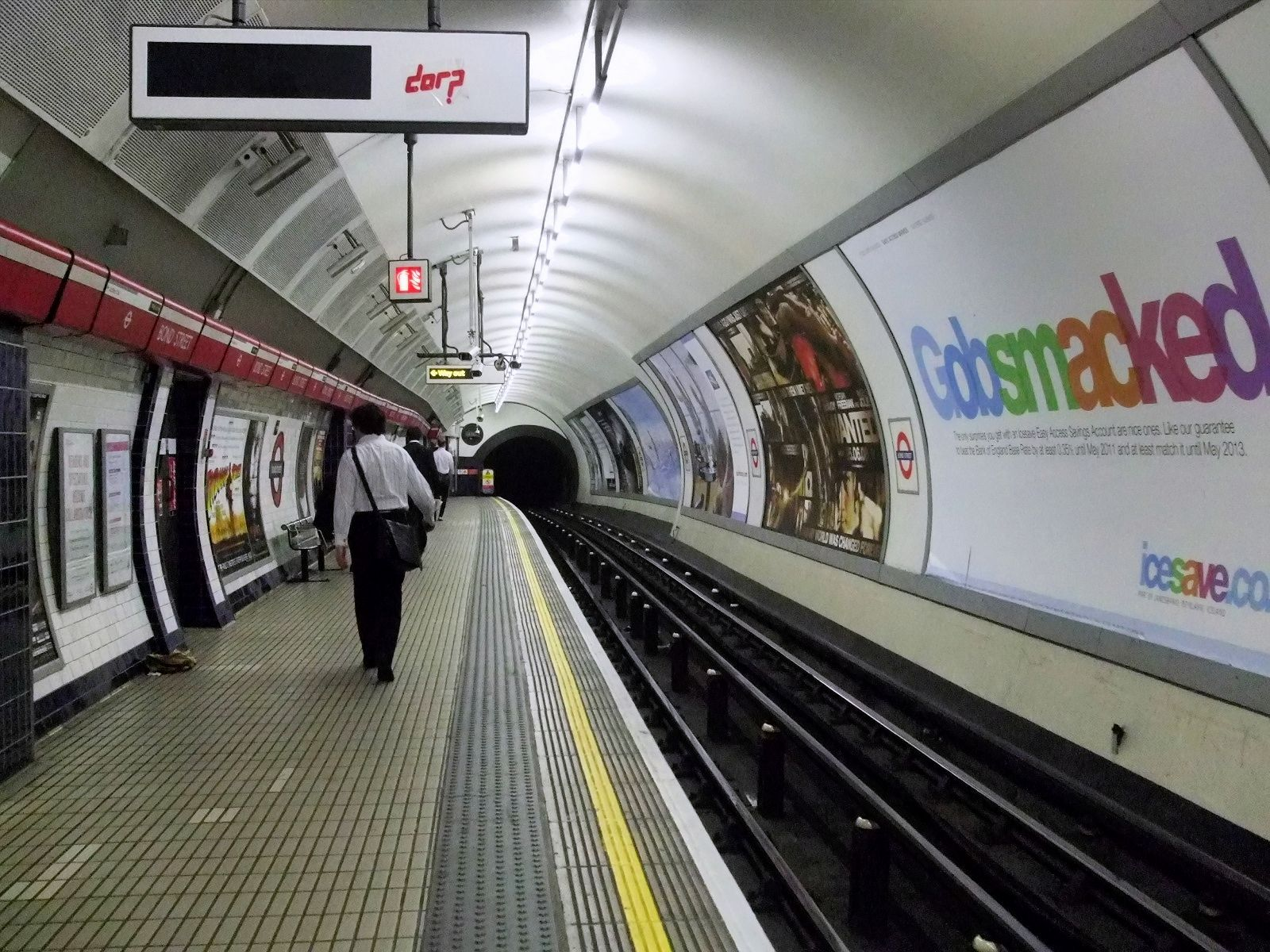
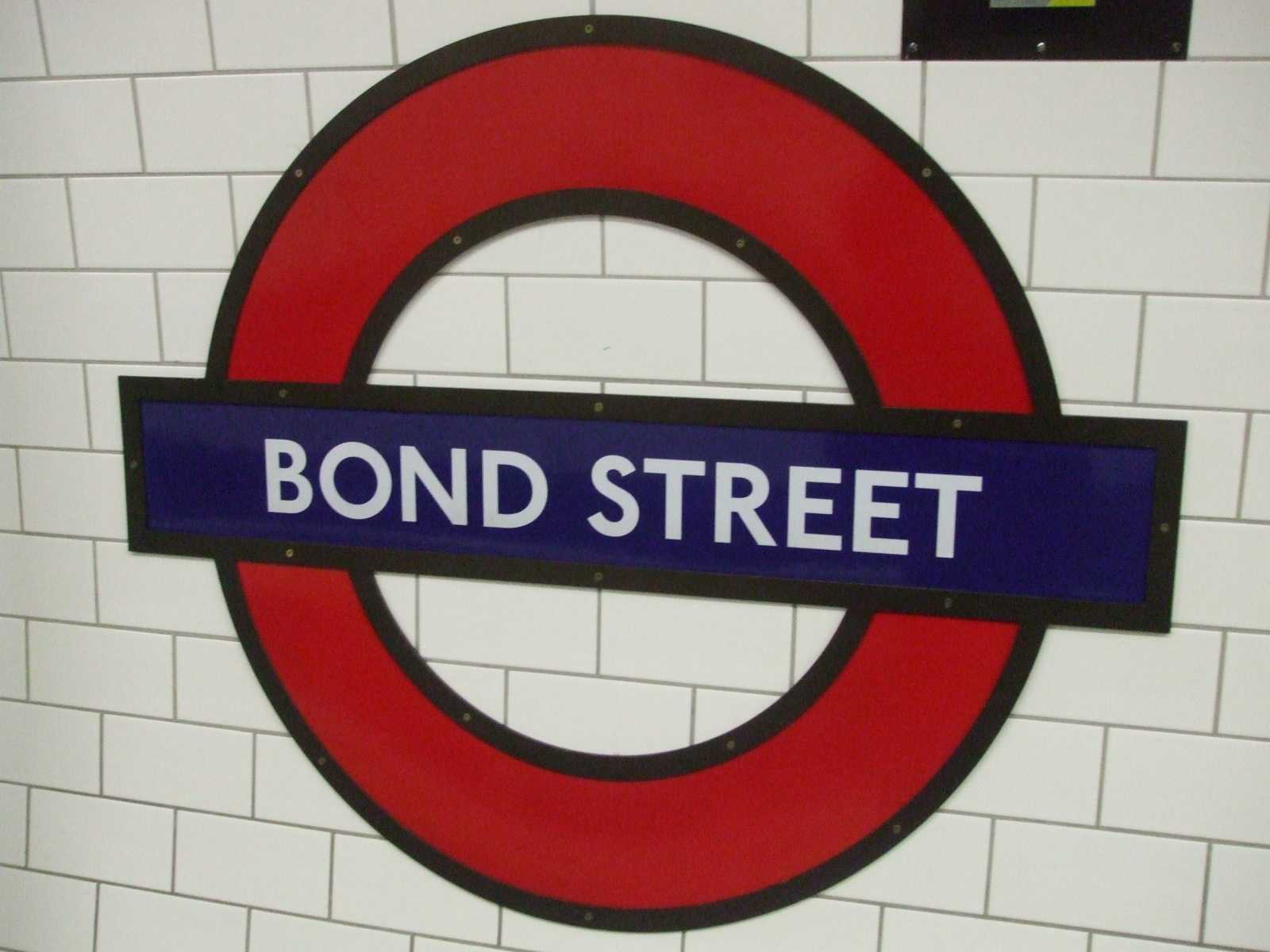